# Mołotków
Mołotków (ukr. Молодків, Mołodkiw) – wieś w rejonie nadwórniańskim na ukraińskim Pokuciu. Miejsce jednej z najbardziej krwawych bitew w dziejach Legionów Polskich, stoczonej 29 października 1914 przez oddziały II Brygady.